# Metopeurum paeke
Metopeurum paeke är en insektsart. Metopeurum paeke ingår i släktet Metopeurum och familjen långrörsbladlöss. Inga underarter finns listade i Catalogue of Life.